# 低次フラーレン

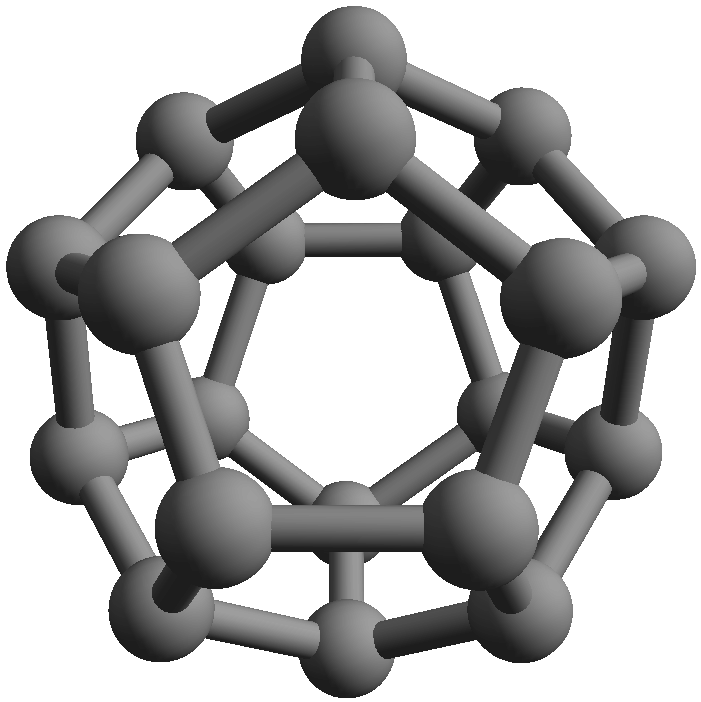
C_{20}

低次フラーレン(Lower fullerenes)は、59個以下の炭素で構成されるフラーレン分子である。六角形と五角形の面が融合して籠の形を作っている。ただし2016年現在、無置換のもので安定した低次フラーレンは発見されておらず、性質には不明な点が多い。
ホルスト・プリンツバッハらは、多臭化ドデカヘドランに電子ビームを照射することによりC20の合成に成功した。ただし、このC20は二重結合が曲がっているため極短期間で分解してしまう。
厦門大学のXieらは、グラファイトに四塩化炭素を混ぜて放電によるフラーレン合成を行うことにより、極少量ながら安定した塩素化フラーレンC50Cl10を得ることに成功している。この塩素化フラーレンは、土星のようにフラーレンの周りを取り巻いて塩素が結合していることから「サターネン」と呼ばれる。